# اسپانیا در المپیک تابستانی ۲۰۰۸
اسپانیا در بازی‌های المپیک تابستانی ۲۰۰۸ که در شهر پکن برگزار شد، کاروان اسپانیا با ۲۸۶ ورزشکار در این رقابت‌ها شرکت کرد و موفق به کسب ۱۸ مدال (۵ طلا، ۱۰ نقره، ۳ برنز) شد. در جدول رتبه‌بندی توزیع مدال‌ها، اسپانیا در ردهٔ ۱۵ مسابقات قرار گرفت.